# وولونغونغ وولفز
وولونغونغ الاسم الكامل: (بالإنجليزية: South Coast Wolves Football Club)‏ هو نادي كرة قدم أسترالي تم إنشاؤه في سنة 1980 الميلادية وشارك في دوري نيو ساوث ويلز الممتاز الوطني.